# Hängfärjan i Nantes

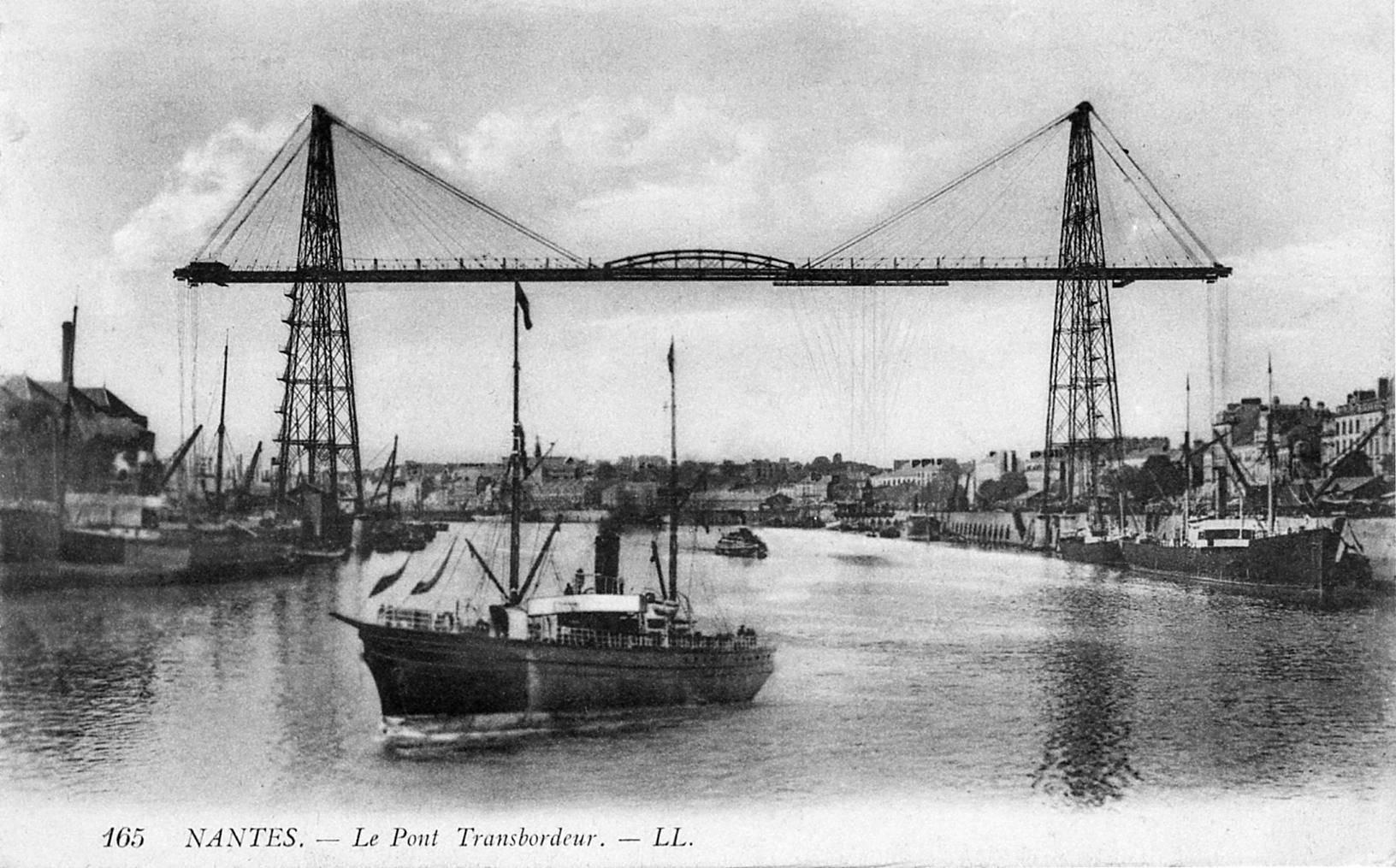
Hängfärjan i Nantes, före 1914

Hängfärjan i Nantes (franska: Pont transbordeur de Nantes) var en hängfärja över Loires flodarm Madeleine i Nantes i Frankrike, i höjd ned nuvarande Pont Anne de Bretagne, mellan Quai de la Fosse och Île de la Prairie-au-Duc.
Hängfärjan konstruerades av Ferdinand Arnodin, färdigställdes 1903 och revs 1958.  
Vid slutet av 1800-talet medförde utvecklingen av skeppsvarv att överfarten över Loire av arbetare och varor mellan de två stränderna blev ett problem. En rörlig bro var inte realistisk med tanke på fartygstransporternas intensitet, ett tunnelbygge diskuterades, men försvårades av den sandiga markens beskaffenhet. Att bygga en fast bro hindrades av kravet på en ordentlig seglingshöjd för de fortfarande talrika segelfartygen. Den skulle fordra en lång viadukt med långa ramper och rivningar av ett stort antal byggnader. Uppfinningen av hängfärjan och byggandet av den första hängfärjan Biscayabron i hamninloppet till Bilbao 1888–1893, gav en lösning på problemet. Ferdinand Arnodin konstruerade tillsammans med Alberto Palacio först bron i Spanien och sedan också hängbron i Rouen 1898. 
Bygget av en hängbro i Nantes påbörjades i februari 1902. Hängfärjans delar tillverkades i Ferdinand Arnodins verkstad i Châteauneuf-sur-Loire. Invigningen skedde i november 1903.
De två pylonerna var 75 meter höga och tvärbalkarna låg på 50 meters höjd ovanför kajen. Gondolen hängde från transportvagnen i kablar. Konstruktionen var samma som den för hängfärjan i Marseille. 
Efter andra världskriget minskade resandeströmmen. Hängfärjans transporttjänst avslutades i januari 1955. Staden beslöt därefter trots protester att riva hängfärjan, vilket skedde i maj 1958. 

## Bildgalleri

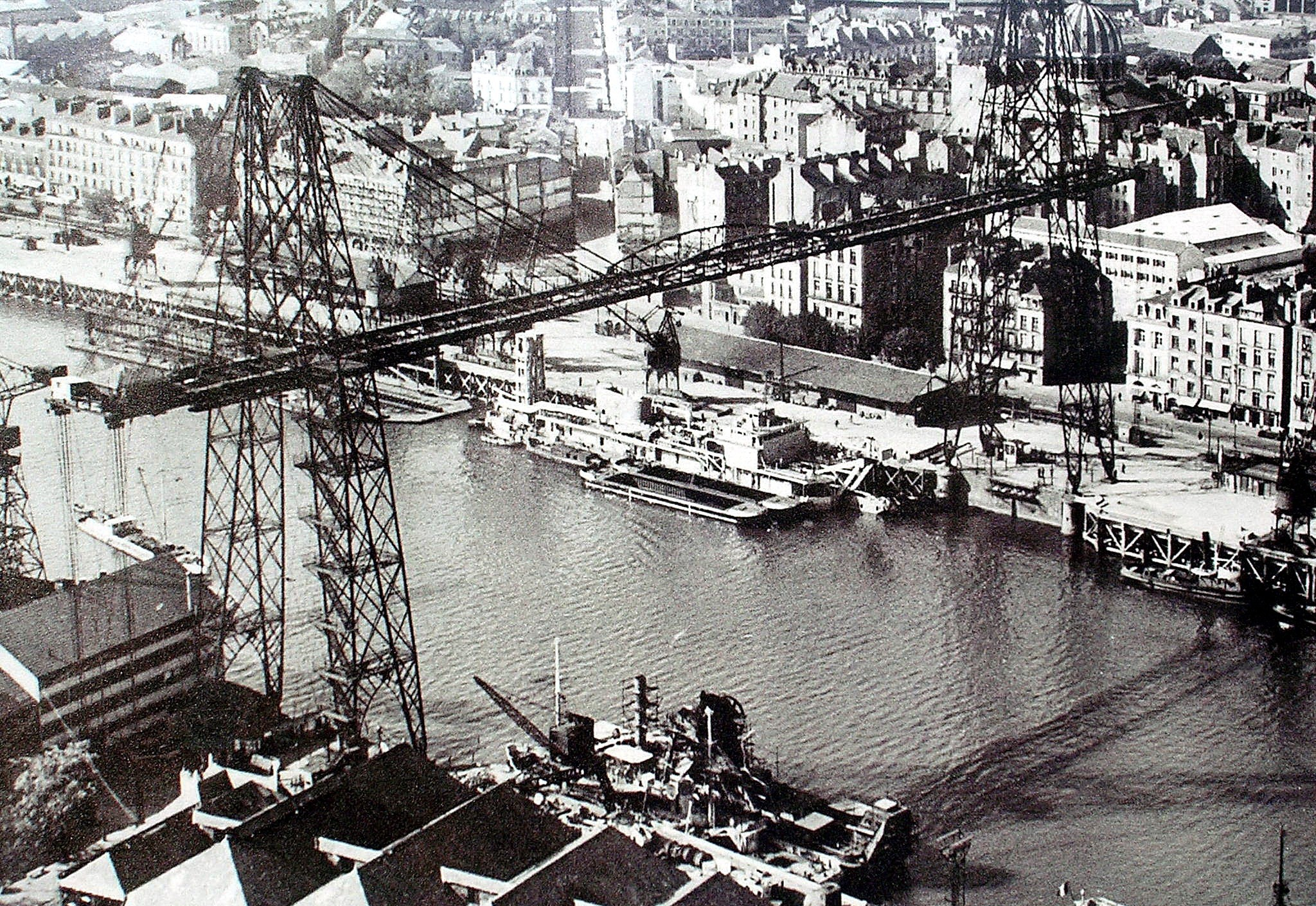
Flygfoto
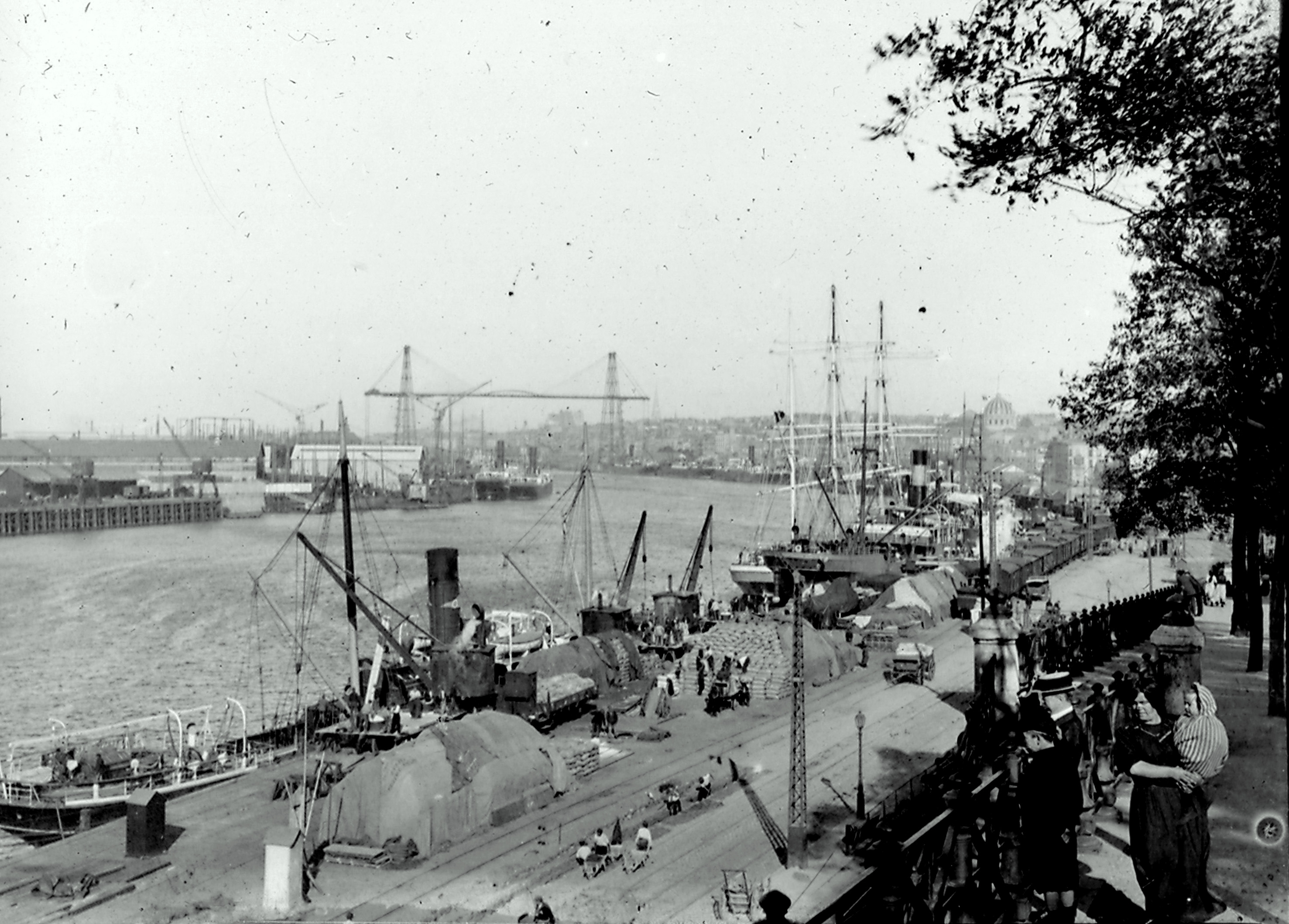
Loire 1912, med hängfärjan i fonden
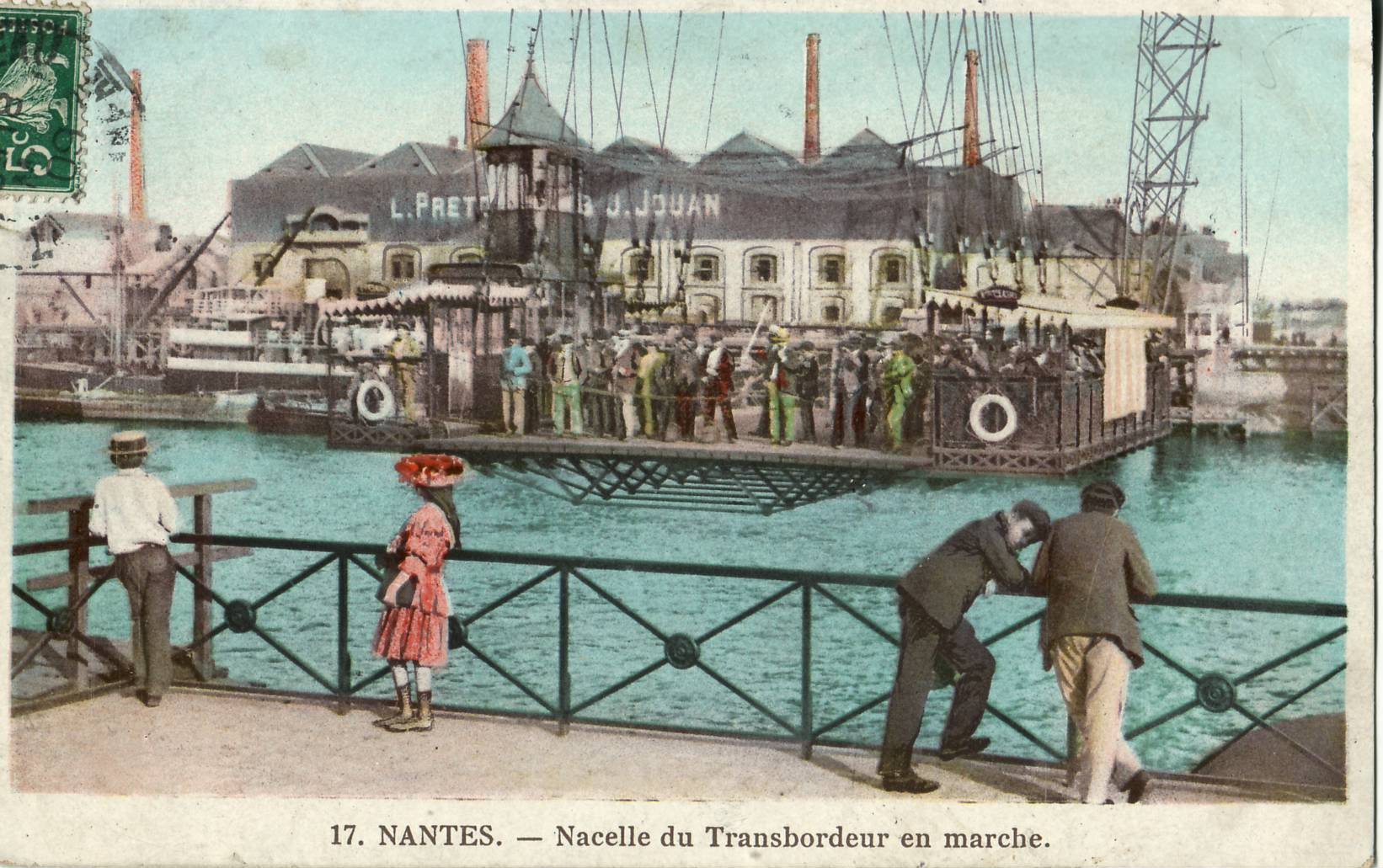
Gondolen